# Nicanor Abelardo
Pour les articles homonymes, voir Abelardo.
Nicanor Abelardo (° 7 février 1893 - † 21 mars 1934) est un compositeur philippin.